# Ōkawa (Kōchi)
Ōkawa (jap. 大川村 Ōkawa-mura) – wieś w Japonii, na wyspie Sikoku, w prefekturze Kōchi. Według danych na rok 2020 miejscowość zamieszkiwało 366 mieszkańców , a gęstość zaludnienia wyniosła 3,8 os./km².